# Kuropas
Kuropas (niem. Korpitz, 1936–1945 Korndorf) – wieś w Polsce położona w województwie opolskim, w powiecie nyskim, w gminie Korfantów.

## Nazwa
W kronice łacińskiej Liber fundationis episcopatus Vratislaviensis (pol. Księga uposażeń biskupstwa wrocławskiego) spisanej w latach 1295-1305 miejscowość wymieniona jest w zlatynizowanej formie Curopasch.
W alfabetycznym spisie miejscowości na terenie Śląska wydanym w 1830 roku we Wrocławiu przez Johanna Knie wieś występuje pod nazwą zgermanizowaną Korpitz oraz polską nazwą Kuroprascz we fragmencie "Kuroprascz, nach herschel polnische Benennung von Korpitz". Ze względu na polskie pochodzenie w okresie rządów hitlerowskich nazistowska administracja III Rzeszy zmieniła zgermanizowaną nazwę w 1936 na nową, całkowicie niemiecką – Korndorf

## Historia
Od końca XVIII w. wieś posiadała własną pieczęc gminną, na której wizerunku przedstawiono  trzy kłosy zboża wyrastające z murawy.